# ساتورو أوكي
ساتورو أوكي (باليابانية: 大木 暁) (8 ديسمبر 1992 في طوكيو في اليابان – )؛ هو لاعب كرة قدم ياباني سابق كان يلعب كمدافع.

## وصلات خارجية
- ساتورو أوكي على موقع رابطة كرة القدم اليابانية للمحترفين (اليابانية)
- ساتورو أوكي على موقع قاعدة بيانات كرة القدم.إي يو (الإنجليزية)
- ساتورو أوكي على موقع Soccerway.com (الإنجليزية)
- ساتورو أوكي على موقع عالم كرة القدم.نت (الإنجليزية)